# Uádi Tumilate

Canal dos Faraós, que seguia Uádi Tumilate

Uádi Tumilate (Antigo Egípcio Tjeku / Tscheku / Tju / Tschu) é o vale (uádi) do rio seco de 50 quilômetros de extensão ao leste do delta do Nilo. Nos tempos pré-históricos, era um distributário do Nilo. Começa na área da moderna Ismaília e continua de lá para o oeste.
Nos tempos antigos, esta era uma importante artéria de comunicação para o comércio de caravanas entre o Egito e pontos para o leste. O Canal dos Faraós foi construído lá. Um pouco de água ainda flui ao longo do uádi.
Acredita-se que o nome árabe Uádi Tumilate reflita a existência na área, nos tempos antigos, de um importante templo do deus Atum (Antigo Egípcio, 'Casa de Atum', mudando com o tempo para Tumilate, bem como para 'Pitom').

## Arqueologia
Uádi Tumilate tem as ruínas de vários assentamentos antigos. O local mais antigo escavado é o de Kafr Hassan Dawood, que data do período dinástico do período pré-dinástico ao início do período dinástico. No final do período do Império Novo, havia um local bem fortificado em Tell el-Retabah. Mas então, no período da dinastia saíta, o maior assentamento e forte foram movidos para o leste para Tell el-Maskhuta, a apenas 12 km ao leste.
Necao II (610-595 aC) iniciou - mas talvez nunca tenha completado - o ambicioso projeto de cortar um canal navegável do ramo Pelusíaco do Nilo até ao Mar Vermelho. O Canal de Neco foi o primeiro precursor do Canal de Suez e passou por Uádi Tumilate. Foi em conexão com uma nova atividade que Necao fundou uma nova cidade de Per-Temu Tjeku que se traduz como 'A Casa de Atum de Tjeku' em Tell el-Maskhuta.
Por volta de 1820, Maomé Ali, o Governador Otomano do Egito, trouxe 500 sírios para o uádi e equipou-os com animais e trabalho para construir 1.000 sakias para o cultivo de amoreiras para a produção de seda. O sistema de irrigação foi reparado limpando e aprofundando os canais existentes. O trabalho foi fornecido forçando os camponeses a trabalhar.
Tel Xacafia no uádi também é associado ao Canal e sua operação.
O site de Tell el Gebel é principalmente do período romano.
Em 1930, uma equipe do Instituto Alemão no Cairo realizou um estudo de Uádi Tumilate. Mais tarde, alguns túmulos Hicsos também foram descobertos na área de Tel Saaba.

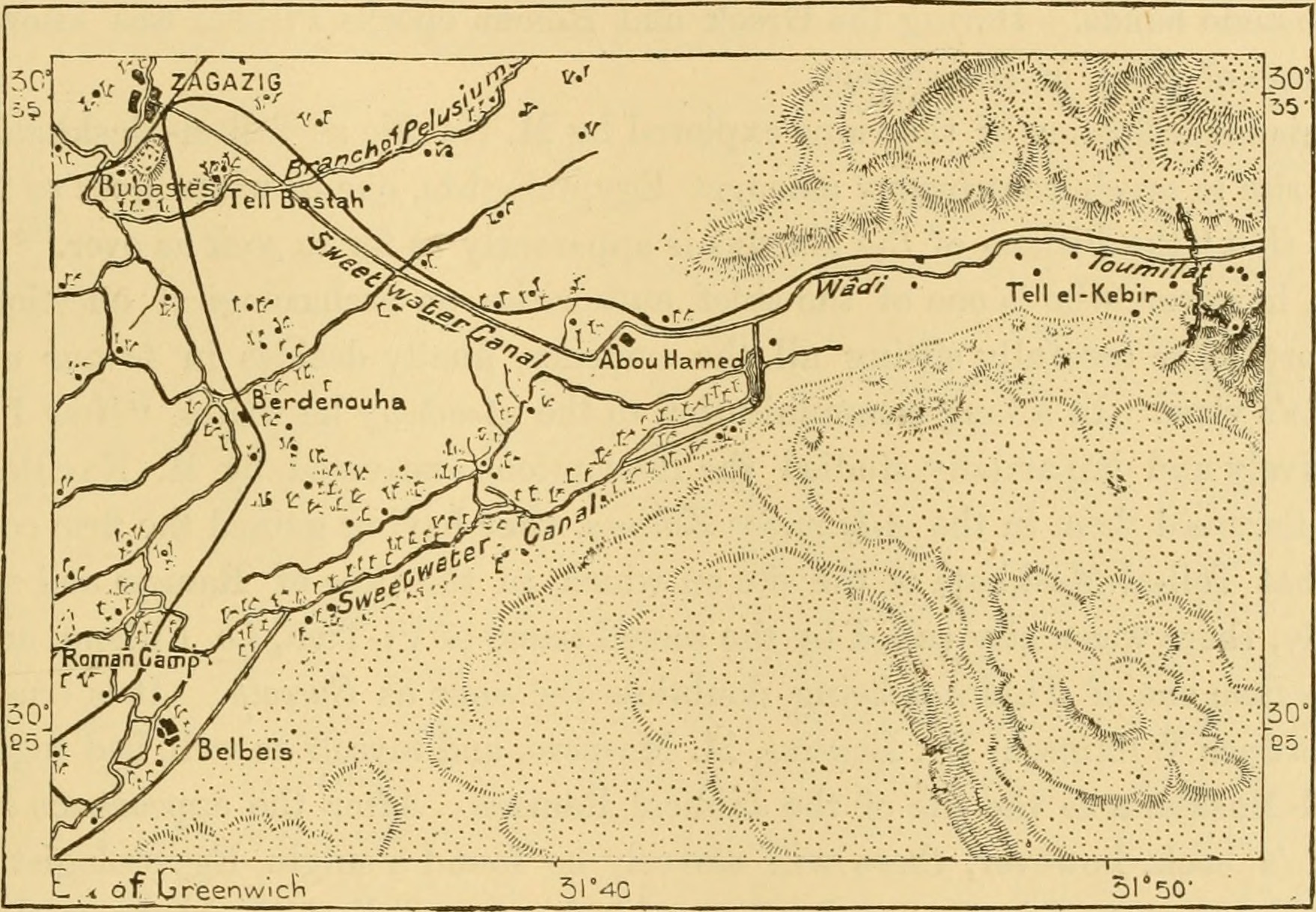
Uádi Tumilate

## Projecto Uádi Tumilate
Escavações modernas em Tell el-Maskhuta foram realizadas pelo 'Wadi Tumilat Project' da Universidade de Toronto, sob a direção de John Holladay. Eles trabalharam em cinco temporadas entre 1978 e 1985.
Até 35 locais de importância arqueológica foram identificados no uádi. As três grandes narrativas no uádi são Tel Mascuta, Tell Retaba e Tel Xacafia.
Tell er-Retabah foi investigado pelo arqueólogo Hans Goedicke, da Universidade Johns Hopkins.

## Referências Bíblicas

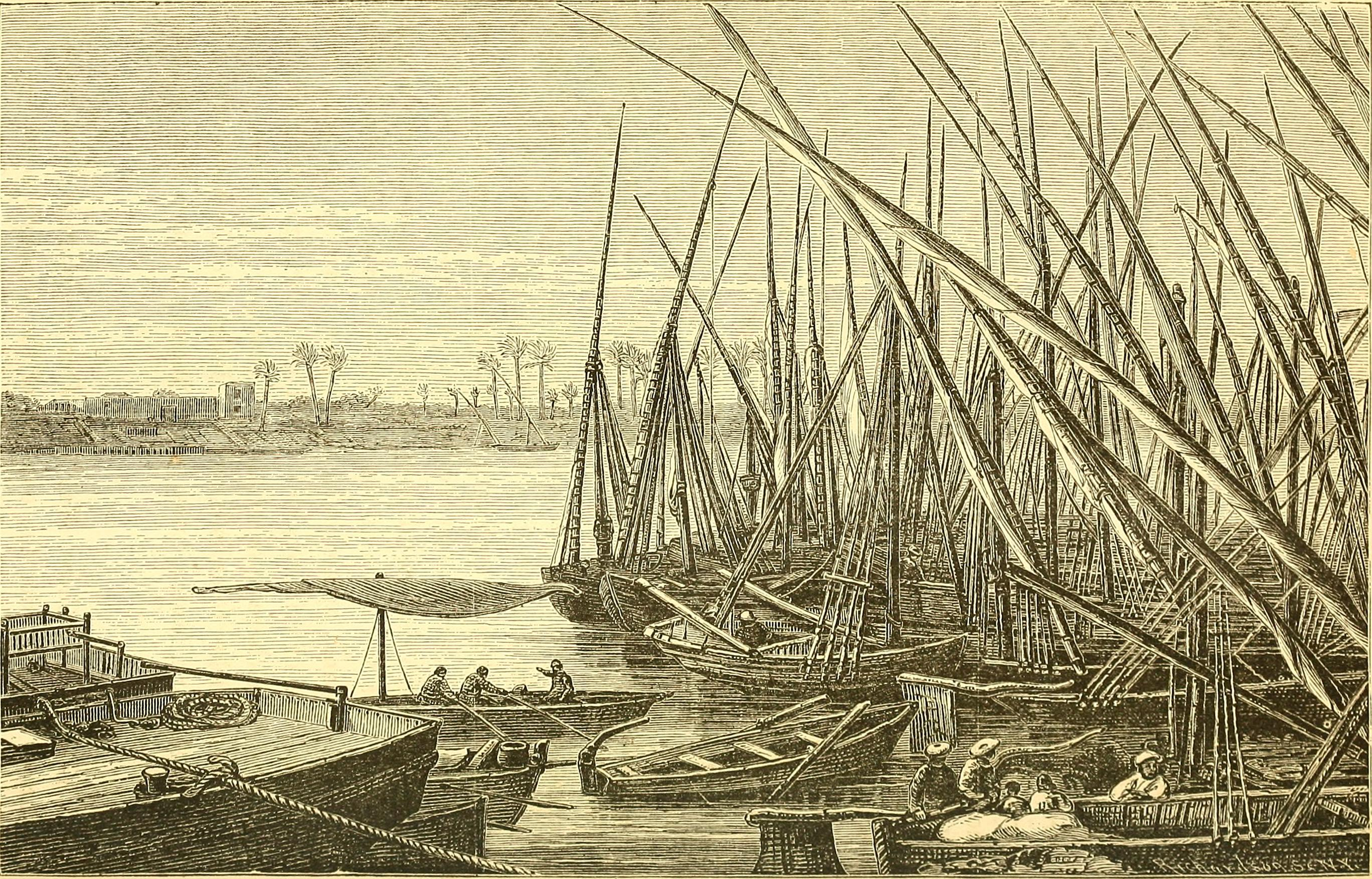
Viagens de William H. Seward's à volta do mundo (1873) (14598126840)